# Tejitu Daba
Tejitu Daba Chalchissa (née le 20 août 1991) est une athlète éthiopienne naturalisée bahreïnie en 2009, spécialiste des courses de fond.

## Palmarès
| Date | Compétition                    | Lieu           | Résultat | Épreuve       | Temps           |
| ---- | ------------------------------ | -------------- | -------- | ------------- | --------------- |
| 2009 | Championnats d'Asie            | Canton         | 2e       | 5 000 m       | 16 min 05 s 45  |
| 2009 | Championnats panarabes         | Damas          | 1re      | 5 000 m       | 16 min 27 s 66  |
| 2009 | Championnats panarabes         | Damas          | 1re      | 10 000 m      | 35 min 42 s 64  |
| 2009 | Jeux asiatiques en salle       | Hanoï          | 1re      | 3 000 m       | 9 min 32 s 65   |
| 2010 | Championnats d'Asie juniors    | Hanoï          | 1re      | 5 000 m       | 16 min 21 s 30  |
| 2010 | Championnats du monde juniors  | Moncton        | 5e       | 3 000 m       | 9 min 1 s 22    |
| 2010 | Championnats du monde juniors  | Moncton        | 4e       | 5 000 m       | 15 min 29 s 78  |
| 2010 | Coupe continentale             | Split          | 5e       | 3 000 m       | 9 min 8 s 86    |
| 2011 | Championnats d'Asie            | Kobé           | 1re      | 5 000 m       | 15 min 22 s 48  |
| 2011 | Jeux mondiaux militaires       | Rio de Janeiro | 2e       | 5 000 M       |                 |
| 2011 | Championnats du monde          | Daegu          | 9e       | 5 000 m       | 15 min 14 s 62  |
| 2011 | Jeux panarabes                 | Doha           | 1re      | 10 000 m      | 33 min 9 s 18   |
| 2012 | Jeux olympiques                | Londres        | 12e      | 5 000 m       | 15 min 21 s 34  |
| 2013 | Championnats du monde de cross | Bydgoszcz      | 8e       | Individuel    |                 |
| 2013 | Championnats panarabes         | Doha           | 2e       | 10 000 m      | 15 min 53 s 17  |
| 2013 | Championnats du monde          | Moscou         | 11e      | 5 000 m       | 15 min 33 s 89  |
| 2021 | Championnats panarabes         | Radès          | 1re      | Semi-marathon | 1 h 16 min 43 s |

### Records
| Épreuve  | Performance    | Lieu    | Date             |
| -------- | -------------- | ------- | ---------------- |
| 3 000 m  | 8 min 48 s 37  | Nimègue | 12 juin 2013     |
| 5 000 m  | 15 min 5 s 59  | Londres | 7 août 2012      |
| 10 000 m | 32 min 21 s 29 | Canton  | 21 novembre 2010 |